# 康宏環球控股

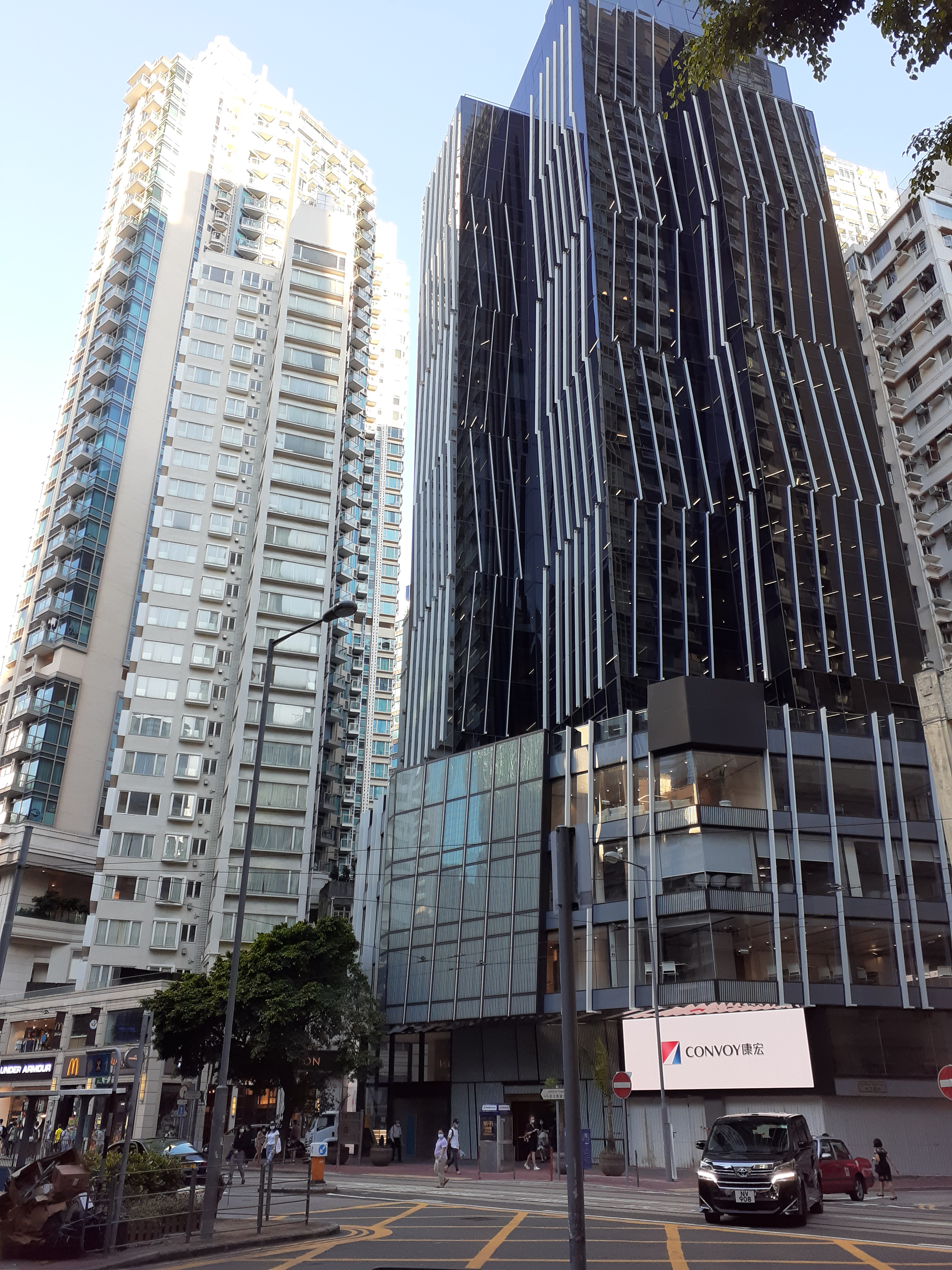
康宏環球控股新總部設於灣仔莊士敦道互信大廈

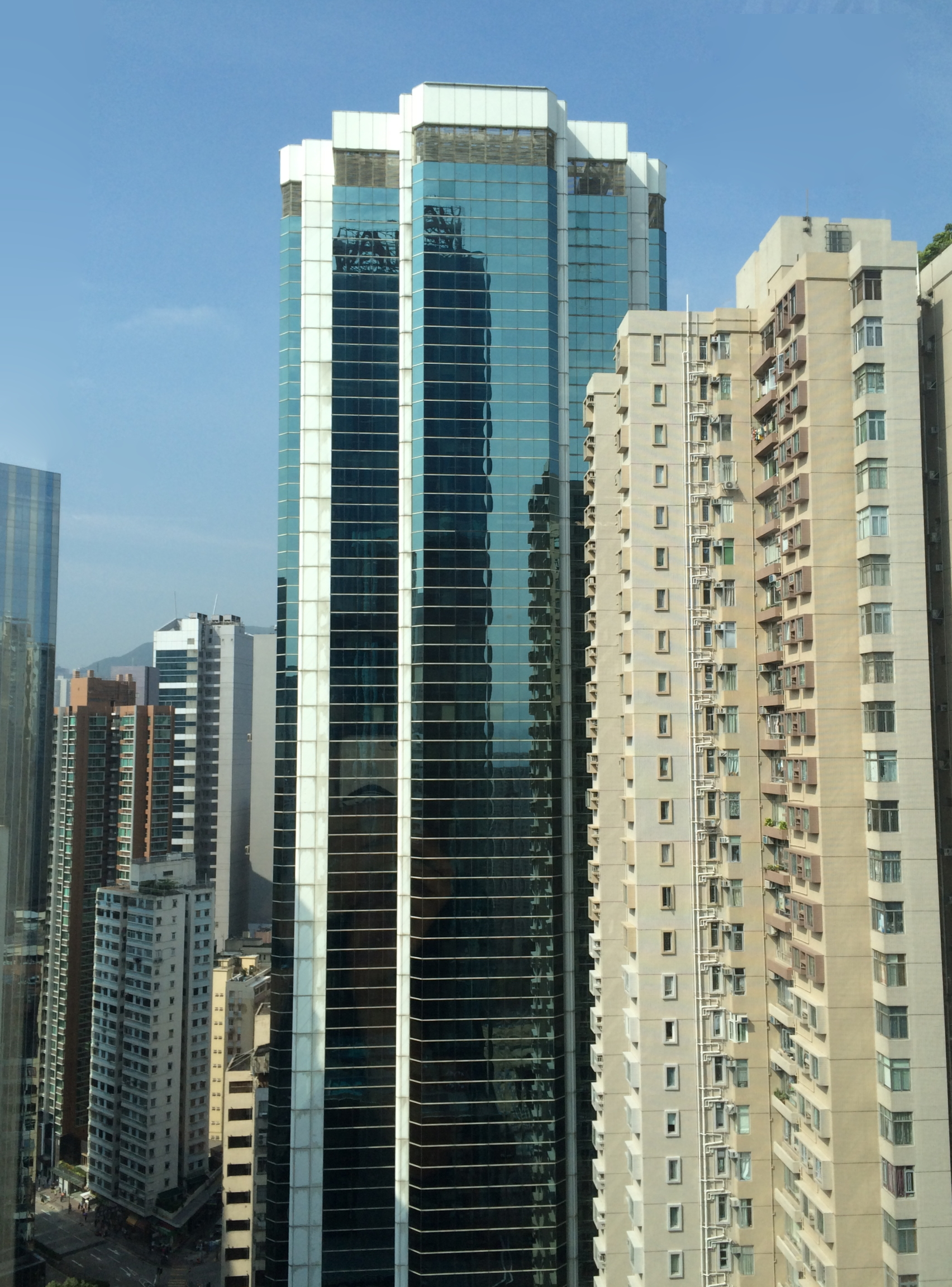
康宏環球控股有限公司舊總部設於北角理文商業中心39樓

康宏環球控股有限公司（「康宏環球」）， 是香港的金融集團，於1993年成立，並於2010年在香港交易所上市，至2021年被除牌。目前主要發展三大業務，包括理財顧問、金融產品及金融科技。旗下子公司康宏理財服務有限公司（「康宏理財」） 。
在大中華地區，集團於北京及深圳設立附屬公司及合營企業，提供人壽及一般保險經紀業務、風險管理諮詢服務、再保險經紀服務、以及機構層面上的保險及投資策劃諮詢服務等。

## 公司歷史
康宏環球控股有限公司（「康宏環球」）於1993年成立，旗下子公司康宏理財服務有限公司（「康宏理財」）於1998年轉型並引入獨立理財顧問（IFA）概念，開展理財策劃及投資相連保險業務，2010年公司在香港交易所上市，股份編號1019；2012年推出網上投保平台iConvoy；2016年公司改名為「康宏環球控股有限公司」；2018年公司重組業務，聚焦三大核心零售板塊：理財顧問、金融產品及金融科技。
2015年7月9日康宏環球公布，以每股0.53元向富邦蔡明興及其家族控股的Eagle Legacy Limited及Oceana Glory Limited配售32.94億股新股，集資淨額16.8億元，該批股份佔經配發及發行認購股份擴大後之已發行股份29.85%，蔡明興及其家族將成為康宏最大單一股東。
2017年11月，佳兆業（1638）大股東兼董事會主席郭英成兒子郭曉群，現時持有44億4818萬股，相當於百分之29.91股權，成為集團的第二大股東。
2017年12月7日，廉政公署及證監會採取聯合行動，出示搜查令到康宏集團的總部辦公室搜查，調查康宏集團在股份交易及借貸活動所涉嫌出現的貪污，行動中拘捕集團董事局副主席馮雪心及執行董事陳麗兒。康宏在港交所上市的股份（1019）在當日上午主動申請停牌。集團董事局主席王利民於12月8日被廉署拘捕。
2017年12月10日，康宏環球宣佈委任陳志宏先生為董事會臨時主席和執行董事，另外委任葉怡福和葉宜君為執行董事，有關任命由12月9日生效。

## 成員
- 康宏理財服務有限公司
- 康宏理財策劃有限公司
- 康宏資產管理有限公司
- 康宏國際地產投資顧問有限公司
- 康證有限公司
- 香港金融信貸有限公司
- 康宏碧升保險代理有限公司
- 康宏保險經紀有限公司
- 康宏財富投資管理（北京）有限公司深圳分公司
- 江西康宏泛誠保險代理有限公司
- 康宏保險經紀有限公司成都分公司
- 康宏碧升保險代理有限公司成都分公司
- 康宏財富投資管理（北京）有限公司上海分公司
- 康宏保險經紀（澳門）有限公司

## 廉政公署及證監會聯合調查
2017年12月7日上午，廉政公署數十名人員持搜查令到康宏集團位於北角的集團總部辦公室進行搜查，並在西貢搜查集團董事局副主席馮雪心的寓所，馮雪心其後被廉署人員帶到廉政公署總部大樓作進一步調查，廉署指接獲有財務機構批出不良貸款的舉報所以作出搜查，而康宏環球（1019）股份於早上交易時段的11時04分主動申請停牌，在停牌前股價下挫超過百分之7。
廉政公署在12月7日傍晚證實曾於早上與香港證監會採取聯合行動，對康宏集團涉嫌在股份交易及貸款過程中出現貪污進行調查。廉署指今年收到多宗對康宏集團的貪污舉報，指有財務機構明知借貸人使用偽造文件申請巨額貸款，但仍然批出不良貸款，同時懷疑有負責人藉個人權力利用中介公司進行借貸活動，並從中收受利益，不排除涉及貪污，而涉及金額達數千萬元。廉署在行動中動用搜查令到康宏集團的總部搜查，帶走十多人到廉政公署總部問話，並拘捕兩名康宏執行董事，分別是董事局副主席馮雪心及執行董事陳麗兒，同時計劃約見康宏董事局主席王利民及執行董事曹貴子，兩人在廉署採取行動時不在香港，廉署指行動仍在進行，不排除有更多人被捕。廉署又於同日拘捕隆成金融（1225）董事局主席麥光耀，隆成金融早於6月6日已被證監會勒令停牌，而麥光耀曾為康宏行政總裁。康宏集團董事局主席王利民於12月8日從台灣返抵香港後被廉政公署人員拘捕。

## 外部連結
- 康宏環球控股有限公司 （页面存档备份，存于）